# Teruel (1937)
El destructor Teruel fue un destructor de la clase Teruel perteneciente a la Armada Española que participó en la guerra civil española en el bando sublevado. 

## Historial
Dicho destructor fue botado en 1915 en Italia, con el nombre de Guglielmo Pepe, y participó en la Primera Guerra Mundial. A finales de 1937 Italia cedió a la Marina nacional española los destructores italianos Guglielmo Pepe y Alessandro Poerio,a los que rebautizó Teruel y Huesca respectivamente.
Durante el año de 1936 se realizaron pequeñas obras de reparación y mantenimiento en dicho barco, y terminó siendo vendido a los nacionales por algo más de 5 millones de pesetas.
A finales de octubre de 1937 el destructor fue entregado a los nacionales en Cerdeña, en donde se hace cargo una dotación española.Cuando fueron cedidas a la Marina nacional eran ya unidades antiguas dotadas de un armamento inadecuado y con un aparato motor gastado. El 29 de noviembre parte de Cerdeña rumbo a Palma de Mallorca. Una vez en Palma, se integra en al flotilla de destructores que actúa desde la isla. Sus principales misiones en el Mediterráneo serían la de escolta a convoyes, intentos de interceptación de barcos mercantes republicanos, apoyos a tierra y vigilancia antisubmarinas. 
Entre sus actividades más destacadas hay la captura del vapor soviético Zyrianin y del petrolero estadounidense Nantucket Chief, que fue devuelto posteriormente a las autoridades internacionales en Gibraltar.
El 24 de mayo de 1938 sale de Palma como parte de una flotilla, y por la noche alcanzó por la popa al destructor Huesca, teniendo que poner proa a Cádiz para su reparación.

### Postguerra
Debido a la poca fiabilidad que mostró dicho barco durante el conflicto, no fue sometido a ninguna reforma, y permaneció como barco auxiliar y de instrucción.
Fue dado de baja el 17 de agosto de 1948.